# Wang Mei-hua
Dans ce nom chinois, le nom de famille, Wang, précède le nom personnel Mei-hua.
Pour les articles homonymes, voir Wang (patronyme).
Wang Mei-hua (chinois traditionnel : 王美花 ; pinyin : Wáng Měihuā), née le 10 août 1958, est une femme d'État taïwanaise.
De 2020 à 2024, elle occupe le poste de ministre des Affaires économiques.

## Jeunesse
Wang est diplômée en droit à l'université nationale de Taïwan.

## Carrière politique
Wang travaille au sein de l'Office de la propriété intellectuelle à partir de janvier 1999, jusqu'au poste de directrice-générale,.
Elle entre au ministère des Affaires économiques en juillet 2016 en tant que vice-ministre, supervisant ainsi le Bureau du commerce extérieur, l'Office de la propriété intellectuelle et le Département du commerce,. À partir de mars 2019, elle est nommée députée, toujours au sein du ministère.
Pendant la pandémie de Covid-19, elle œuvre à la tête de la division « approvisionnement » du Central Epidemic Command Center, le quartier général de lutte épidémique.
Wang est promue en tant que ministre des Affaires économiques le 19 juin 2020, succédant à Shen Jong-chin (en), devenu vice-Premier ministre,, jusqu'à la fin du 2e mandat présidentiel de Tsai Ing-wen.